# Stereo Total
Stereo Total — немецко-французский дуэт из Берлина. Основными членами группы были французская певица, гитаристка и барабанщица Франсуаза Кактуз (настоящее имя фр. Françoise Van Hove, умерла 17 февраля 2021) и немецкий певец, гитарист, клавишник Брецель Гёринг (или Friedrich von Finsterwalde, настоящее имя нем. Friedrich Ziegler). Ранее членами коллектива также были Энджи Рид (Angie Reed), Сан Реймо (San Reimo) и Лесли Кэмпбелл (Lesley Campbell).
Музыку группы можно охарактеризовать как шутливую смесь синти-попа, новой волны, электроники, панк-рока и инди-попа. В музыке и лирике Stereo Total можно услышать отсылки к мод-стилистике и гаражному року, популярным в 1960-е; некоторые композиции группы — это миксы французской поп-музыки того же периода в духе Франсуазы Арди. Stereo Total — многоязычная группа, исполняющая песни на немецком, французском и английском языке; некоторые песни исполнены на японском, испанском, турецком.
Группа делала кавер-версии песен Сильви Вартан, Франсуазы Арди, Брижит Бардо, Сержа Генсбура, Джонни Халлидея, Velvet Underground, Нико, The Rolling Stones, The Beatles, Pizzicato Five и др.
Песня Stereo Total «I love you, Ono», с их альбома My Melody, была использована Sony в европейской рекламе видеокамеры Handycam (2005), а также была использована  в рекламе духов "Dior Addict"(2012). Сама композиция — это кавер-версия песни с оригинальным названием «I Love You, Oh No!» из альбома «Welcome Plastic» (1980) японских нью-вейверов The Plastics. Название кавера — каламбур с упоминанием Йоко Оно, связанный с японским происхождением оригинальной версии. Другая композиция коллектива «L’Amour a trois» (нем. «Liebe zu Dritt»), была использована в шведской рекламе 3G-телефонов фирмы «3», а также в рекламе испанского телеканала «Cuatro». Песня «Cannibale» вошла в саундтрек видеоигры Dance Dance Revolution ULTRAMIX 4, выпущенной в 2006.
В 2010 дуэт решается вернуться к истокам, что прослеживается в альбоме Baby Ouh! В релизе также имеются некоторые особенности в виде добавления шансона. Следующей LP появляется уже в 2013 под названием Cactus Versus Brezel. Здесь столкнулись вкусовые предпочтения каждого из участника, что вылилось в необычную подачу. Отдельные композиции завоевали хорошие позиции в чартах Бельгии, Германии, Франции и некоторых других странах. Среди последних достижений дуэта нужно выделить Les Hormones (2016) и Ah! Quel Cinéma! (2019).

## Дискография

### Студийные альбомы
- 1995 · Oh Ah!
- 1997 · Monokini
- 1998 · Juke-Box Alarm
- 1999 · My Melody
- 2000 · Total Pop (Best Of)
- 2001 · Musique Automatique
- 2002 · Trésors cachés (album gratuit sur www.stereototal.de)
- 2005 · Do the Bambi!
- 2006 · Discotheque (Best Of Remixes)
- 2007 · Party anticonformiste - The Bungalow Years (Compilation)
- 2007 · Paris-Berlin
- 2009 · Carte postale de Montréal
- 2010 · Baby Ouh!
- 2012 · Cactus Versus Brezel
- 2016 · Les Hormones
- 2019 · Ah! Quel Cinéma!

### Сборники
- 1998 · Stereo Total
- 2000 · Total Pop
- 2002 · Trésors cachés [Hidden Treasures]
- 2003 · Party Anticonformiste
- 2003 · Party Anticonformista
- 2007 · Party Anticonformiste (The Bungalow Years)
- 2008 · Grandes Exitos
- 2009 · No Controles
- 2009 · Carte postale de Montréal
- 2015 · Yéyé Existentialiste

### Саундтреки
- 2011 · Underwater Love
- 2014 · Ruined Heart: Another Lovestory Between a Criminal & a Whore

### Альбом ремиксов
- 2006 · Discotheque